# The Rokstarr Collection
Albums de Taio Cruz
Rokstarr
(2009) TY.O
(2011)
The Rokstarr Collection est la première compilation par le chanteur britannique Taio Cruz. Cet album inclut plusieurs chansons étant déjà dans son précédent album Rokstarr et plusieurs chansons bonus.